# 苏·维特
苏·维特（1960年9月21日—）是一位英国女電視劇制作人。她制作了許多电视剧，如《戇豆先生》、《冤家成双对》、《神秘博士》特辑《神秘博士与致命死亡的诅咒》、《柯瑞和貝瑞》、《超新星》、《杯子》及《新世紀福爾摩斯》。

## 事業與個人生活
蘇珊·妮可拉·弗圖於1960年9月21日出生在英格蘭的薩里郡，為克萊曼特·喬治·弗圖（Susan Nicola Vertue）與貝若·弗圖（娘家姓強森）的女兒。她有一個姊姊黛博拉（Deborah）。弗圖最早以廣告經理為職業，隨後從1991年開始擔任電視劇的製作人:13。她曾負責製作《豆豆先生》的九集:13。1996年，她在爱丁堡电视节邂逅了编剧史蒂芬·莫法特。兩人墜入愛河，离开了各自的公司，共同加入由弗圖之母运作的哈斯伍德电影公司。她让莫法特为哈斯伍德电影公司創作一部情景喜剧，他决定按兩人感情的发展拍一部《冤家成双对》。該剧於2000年開始在BBC2播出，主角史蒂夫和蘇珊分別由傑克·達文波特和莎拉·亞歷山大飾演。1999年，弗圖製作了《神秘博士》的特辑《神秘博士与致命死亡的诅咒》。該集同時也是紅鼻子節的慈善节目。
此外，她還曾擔任過《醫院！》（Hospital!，1997年）、《給我給我給我》（1999年至2001年）、《柯瑞和貝瑞》（2004年至2005年）、《超新星》（2005年至2006年）、《恐懼、緊張及憤怒》（2006年）及《杯子》（2008年）的製作人。弗圖也是英國電視劇《新世紀福爾摩斯》的推手:12-33:3-4兼製作人。弗圖是PACT理事會的一員，也是英國國家影視學校的董事會成員。弗圖與莫法特育有兩子，分別為約書亞（Joshua）和路易斯（Louis）。

## 作品列表

### 電視作品
| 年份           | 電視劇名稱                   | 職位       | 附註                       | 來源  |
| -------------- | ---------------------------- | ---------- | -------------------------- | ----- |
| 1991年至1995年 | 《豆豆先生》                 | 製作人     | 其中9集                    | [ 8 ] |
| 1995年         | 《最後的英國人》（The Last Englishman）         | 製作人     | 電視電影                   | [ 8 ] |
| 1997年         | 《神秘博士与致命死亡的诅咒》 | 製作人     | 電視短片                   | [ 8 ] |
| 1999年         | 《醫院！》（Hospital!）               | 製作人     | 電視電影                   | [ 8 ] |
| 1999年至2000年 | 《給我給我給我》             | 製作人     | 其中13集                   | [ 8 ] |
| 2001年         | 《給我給我給我》             | 執行製作人 | 其中6集                    | [ 8 ] |
| 2003年         | 《冤家成双对》               | 製作人     | 劇集：《正確的那一個》（The Right One） | [ 8 ] |
| 2004年至2005年 | 《柯瑞和貝瑞》               | 製作人     |                            | [ 8 ] |
| 2005年至2006年 | 《超新星》                   | 執行製作人 |                            | [ 8 ] |
| 2006年         | 《恐懼、緊張及憤怒》         | 製作人     |                            | [ 8 ] |
| 2008年         | 《杯子》                     | 製作人     |                            | [ 8 ] |
| 2013年         | 《喬·麥斯特》（Joe Mistry）            | 製作人     | 電視電影                   | [ 8 ] |
| 2010年至2017年 | 《新世紀福爾摩斯》           | 製作人     |                            | [ 8 ] |